# Puccinia buxi
Espèce
Synonymes
- Micropuccinia buxi (DC.) Arthur & H.S. Jacks.[2]
- Trailia buxi (DC.) Syd.[2]

Puccinia buxi est une espèce de champignons basidiomycètes de la famille des Pucciniaceae, originaire de l'Ancien Monde (Eurasie, Afrique du Nord).
Ce champignon parasite diverses espèces du genre Buxus, notamment le buis commun, provoquant la maladie dite « rouille du buis ».